# Hotelschool The Hague
Hotelschool The Hague est une école hôtelière et école de commerce néerlandaise fondée en 1929. Elle compte environ 2 500 étudiants pour 200 personnels.

## Historique
L'école compte deux campus, La Haye et Amsterdam, ce dernier étant inauguré en 2002. En 2013, Hotelschool The Hague est classée parmi les cinq meilleures écoles hôtelières au monde par TNS Global pour préparer les étudiants à une carrière internationale en gestion hôtelière. En 2006, elle est classée comme l'un des trois meilleurs centres internationaux de gestion hôtelière par l'hebdomadaire britannique The Caterer.